# Зої Вонамейкер
Зої Вонамейкер (англ. Zoë Wanamaker; нар. 13 травня 1949, Нью-Йорк) — американська та британська театральна та кіноакторка українсько-єврейського походження.

## Життєпис
Зої Вонамейкер народилася в сім'ї актриси та радіоведучої Шарлотти Голланд і актора, режисера та продюсера Сема Вонамейкера. Зої має єврейське коріння, а її родина походить з України. На початку 20 століття її дідусь Моріс Вонамейкер (Манеш Вотмахер), рятуючись від безробіття та погромів, емігрував з Миколаєва до Чикаго. В 1919 році в родині Моріса Вонамейкера та Моллі Бобел народився син Семюель. У 1937 році Сем починає працювати в театрі як робочий сцени. У 1940-х він переїжджає до Нью-Йорку, одружується з Шарлотою Голланд і починає акторську кар’єру в Бродвейських постановках. У 1952-му році Сем опинився в "чорному" списку (через звинувачення у нібито прихильності до комуністів), був змушений покинути США і переїхати до Великої Британії. Саме в Англії проходить дитинство Зої. Тут вона здобула освіту – вчилася в лондонській школі King Alfred School, а також — в школі Quaker boarding school. Пізніше вивчала тонкощі ораторського мистецтва і драми в престижному навчальному закладі Central School of Speech and Drama.

## Фільмографія
- 2021 — Тінь і кістка
- 2012 — Playhouse Presents
- 2011 — 7 днів і ночей з Мерилін
- 2010 — It's a Wonderful Afterlife
- 2008-2013 — Пуаро Агати Крісті
- 2007 — The Old Curiosity Shop
- 2006 — Johnny and the Bomb
- 2005-2006 — Доктор Хто
- 2005 — Міс Марпл Агати Крісті: Оголошено вбивство
- 2004 — Five Children and It
- 2001 — The Dark
- 2001 — Гаррі Поттер і філософський камінь
- 2001 — Adrian Mole: The Cappuccino Years
- 2000 — Gormenghast
- 2000 — My Family
- 1999 — The Magical Legend of the Leprechauns
- 1999 — David Copperfield як Jane Murdstone
- 1998 — Norman Ormal: A Very Political Turtle
- 1997 — Віднесений морем
- 1997 — Уайльд
- 1997 — A Dance to the Music of Time
- 1997 — Henry V at Shakespeare's Globe
- 1997 — Creatures Fantastic
- 1995 — The English Wife
- 1995 — Widowing of Mrs. Holroyd
- 1992 — Shakespeare: The Animated Tales
- 1992 — Love Hurts
- 1992 — The Countess Alice
- 1992 — Memento Mori
- 1992 — The Blackheath Poisonings
- 1991 — Prime Suspect
- 1990 — Othello
- 1989 — Ball-Trap on the Cote Sauvage
- 1988 — The Raggedy Rawney
- 1988 — The Dog It Was That Died
- 1987 — Poor Little Rich Girl: The Barbara Hutton Story
- 1986 — Paradise Postponed
- 1985 — Na krawędzi mroku (Edge of Darkness)
- 1983 — The Tragedy of Richard the Third
- 1982 — Baal
- 1982 — Inside the Third Reich
- 1979 — Tales of the Unexpected
- 1978 — The Devil's Crown
- 1977 — A Christmas Carol
- 1974 — Jennie: Lady Randolph Churchill